# لوكا كونيل
لوكا كونيل (بالإنجليزية: Luca Connell)‏ هو لاعب كرة قدم بريطاني في مركز الوسط، ولد في 20 أبريل 2001 في ليفربول في المملكة المتحدة. لعب مع بولتون واندررز.

## وصلات خارجية
- لوكا كونيل على موقع الاتحاد الأوربي (الإنجليزية)
- لوكا كونيل على موقع قاعدة بيانات كرة القدم.إي يو (الإنجليزية)
- لوكا كونيل على موقع Soccerbase.com (لاعب) (الإنجليزية)
- لوكا كونيل على موقع Soccerway.com (الإنجليزية)